# Althins målarskola

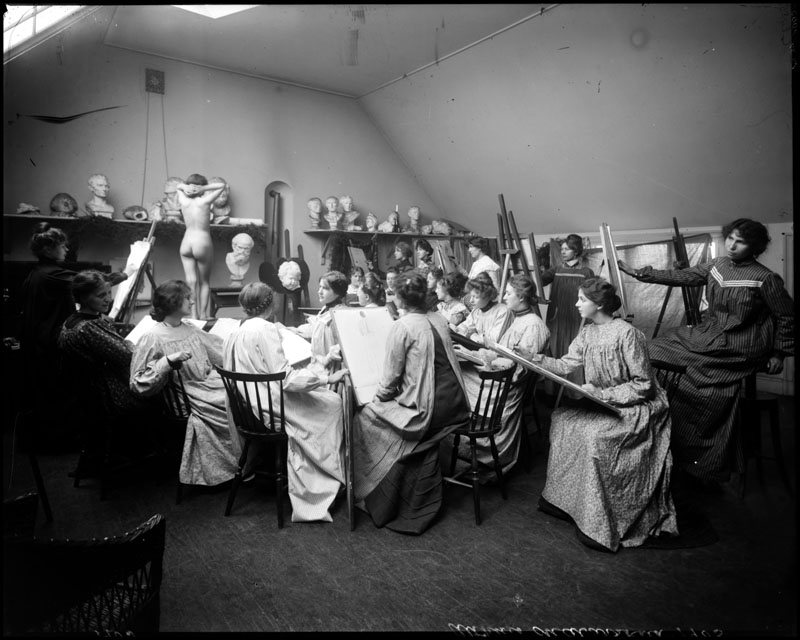
Althins målarskola på Grevgatan 26 i Stockholm. Foto från 1903. 3:e från vänster är Olga Raphael-Hallencreutz (1887-1967). 4:e från höger är Elin Wallin (1884-1969).

Althins målarskola var en privat konstskola i Stockholm, grundad 1896 av konstnären och konstläraren Caleb Althin. Målarskolan var en av de största i Skandinavien.
Althins målarskola låg på Grevgatan 26, på Östermalm. Den privata konstskolan spelade under flera årtionden en viktig roll då det gällde att förbereda unga konstnärer för inträde vid Konstakademin i Stockholm.

## Caleb Althin
Caleb Althin bedrev själv omfattande lärarverksamhet, både på sin egen skola och vid andra skolor i Stockholm. Han var även verksam som grafiker och illustratör.
Vid målarskolan var Caleb Althin överlärare i frihandsteckning och från och med 1897 var han även extralärare vid Tekniska högskolan i Stockholm, där han undervisade i teckning. Från 1912 var han även lärare i figurteckning vid Konstindustriella skolan, nuvarande Konstfack i Stockholm.
Vid Högre Konstindustriella skolan i Stockholm var Caleb Althin underlärare i frihandsteckning 1893–1896 samt tillförordnad överlärare 1896–1897 och överlärare från och med 1897 i frihandsteckning vid Tekniska skolan för kvinnliga elever i Stockholm. Under åren 1896–1898 var han underlärare i figurteckning och i teckning efter levande modell 1898–1912 samt överlärare i frihandsteckning med flera ämnen från och med 1896 och i figurteckning från och med 1912.